# Sendero de Chile
Le Sendero de Chile (en français : le sentier chilien) est un réseau de sentiers de randonnée qui traversent le territoire chilien du nord au sud. Ce réseau est organisé par la fondation "sendero de Chile", financée par le gouvernement chilien et placée sous l'autorité de la Commission Nationale de l'Environnement (CONAMA).

## Histoire
En mai 2000, le président de la république Ricardo Lagos Escobar avait publiquement lancé l'idée d'un sentier qui permettrait de parcourir le pays du nord au sud, ce qui a abouti en 2001 par la création du programme par la CONAMA.

## Les sentiers

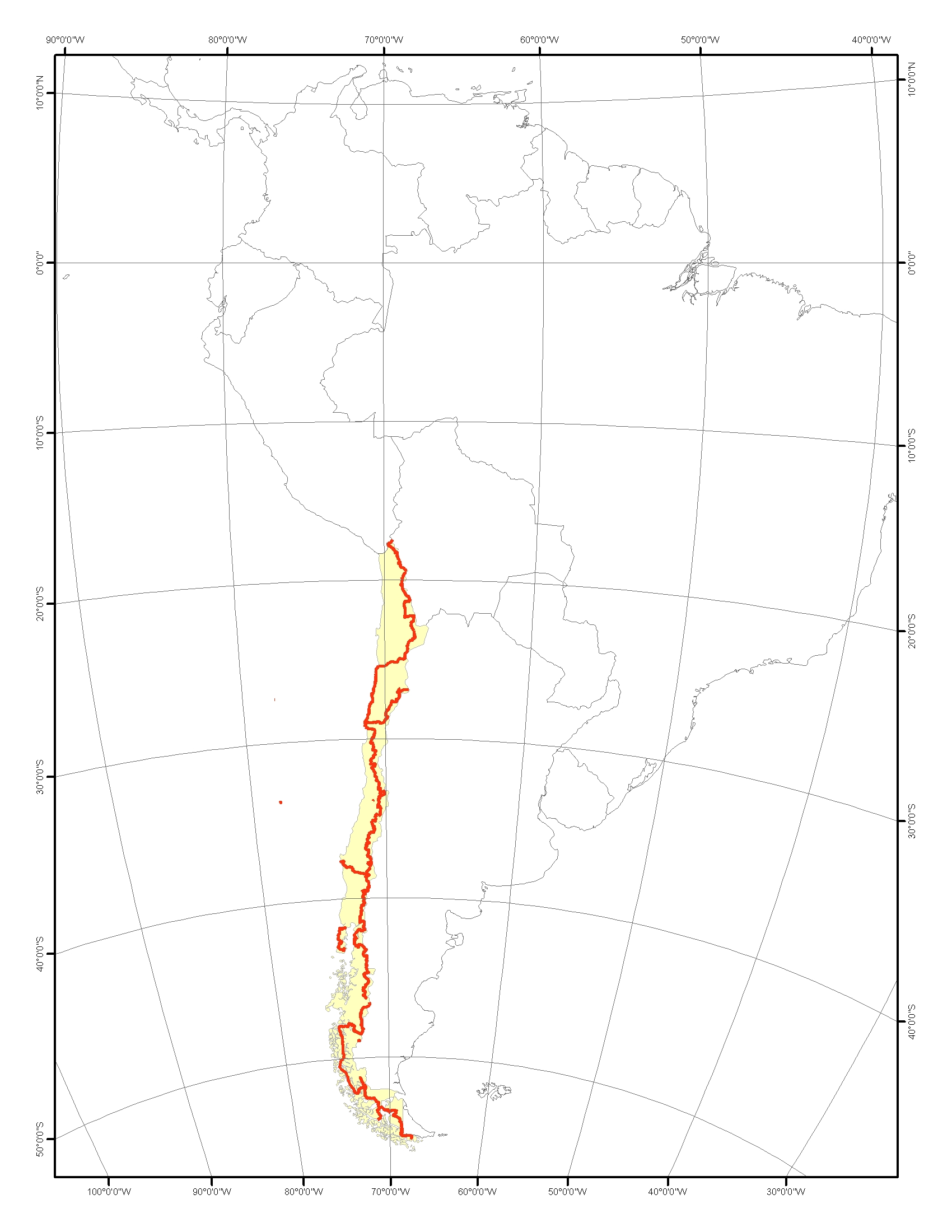
Le sentier chilien en Amérique du Sud

Les sentiers du réseau doivent permettre de découvrir la grande diversité de paysages, de cultures et d'écosystèmes du Chili, pays longiligne qui s'étend sur 4300km du nord au sud, à pied, à cheval ou à vélo. Pour l'instant, seuls 1800km de sentiers ont été habilités, et le programme prévoit que le réseau soit continu du nord au sud à l'horizon 2040.